# Isochlora yushuensis
Isochlora yushuensis là một loài bướm đêm trong họ Noctuidae.